# Clinodiplosis sesami
Clinodiplosis sesami är en tvåvingeart som beskrevs av Rao och Sharma 1981. Clinodiplosis sesami ingår i släktet Clinodiplosis och familjen gallmyggor. Inga underarter finns listade i Catalogue of Life.